# Horká linka
Horká linka (anglicky hotline) je označení pro odborného pracovníka technické podpory, který za účelem pomoci při řešení uživatelského problému používá telefonický přístroj.